# Elezioni presidenziali a Capo Verde del 2016
Le elezioni presidenziali a Capo Verde del 2016 si tennero il 2 ottobre.

## Risultati
| Candidati               | Partiti                     | Voti    | %     |
| ----------------------- | --------------------------- | ------- | ----- |
| Jorge Carlos Fonseca    | Movimento per la Democrazia | 93 010  | 74,09 |
| Albertino Emanuel Graça | Indipendente                | 28 256  | 22,51 |
| Joaquim Jaime Monteiro  | Indipendente                | 4 278   | 3,41  |
| Totale                  | Totale                      | 125 544 | 100   |